# Bahnstrecke Cannes–Grasse
| |                      |                                      |                                      |
| Streckennummer (SNCF): | 944 000              |                                      |                                      |
| Kursbuchstrecke (SNCF): | 526                  |                                      |                                      |
| Streckenlänge: | 16,6 km              |                                      |                                      |
| Spurweite: | 1435 mm (Normalspur) |                                      |                                      |
| Stromsystem: | 25 kV 50 Hz ~        |                                      |                                      |
| Maximale Neigung: | 19 ‰                 |                                      |                                      |
| |                      |                                      |                                      |
| \| \| 19,2 \| Grasse \| 212 m \| \| \| 11,9 \| Mouans-Sartoux \| 125 m \| \| \| 6,2 \| Tunnel de la Ferme de Ranguin (50 m) \| Tunnel de la Ferme de Ranguin (50 m) \| \| \| 5,6 \| Ranguin \| 54 m \| \| \| 5,1 \| Tunnel du Mas-Rouge (99 m) \| Tunnel du Mas-Rouge (99 m) \| \| \| 4,9 \| A8 (32 m) \| A8 (32 m) \| \| \| 4,4 \| La Frayère \| La Frayère \| \| \| 3,2 \| Le Bosquet \| Le Bosquet \| \| \| \| von Marseille \| \| \| \| 2,7 \| Cannes-La-Bocca (Keilbahnhof) \| 5 m \| \| \| \| \| \| \| \| \| \| \| \| \| 193,10,0 \| Cannes \| 6 m \| \| \| \| \| \| \| \| \| nach Nizza \| \| |                      |                                      |                                      |
| Kopfbahnhof Streckenanfang | 19,2                 | Grasse                               | 212 m                                |
| Bahnhof | 11,9                 | Mouans-Sartoux                       | 125 m                                |
| Tunnel | 6,2                  | Tunnel de la Ferme de Ranguin (50 m) | Tunnel de la Ferme de Ranguin (50 m) |
| Haltepunkt / Haltestelle | 5,6                  | Ranguin                              | 54 m                                 |
| Tunnel | 5,1                  | Tunnel du Mas-Rouge (99 m)           | Tunnel du Mas-Rouge (99 m)           |
| Brücke | 4,9                  | A8 (32 m)                            | A8 (32 m)                            |
| Haltepunkt / Haltestelle | 4,4                  | La Frayère                           | La Frayère                           |
| Bahnhof | 3,2                  | Le Bosquet                           | Le Bosquet                           |
| Verschwenkung nach links · Verschwenkung nach links |                      | von Marseille                        | von Marseille                        |
| Bahnhof · ehemaliger Bahnhof | 2,7                  | Cannes-La-Bocca (Keilbahnhof)        | 5 m                                  |
| Verschwenkung von links und von rechts |                      |                                      |                                      |
| Tunnelanfang |                      |                                      |                                      |
| Bahnhof (im Tunnel) | 193,10,0             | Cannes                               | 6 m                                  |
| Tunnelende |                      |                                      |                                      |
| Strecke |                      | nach Nizza                           | nach Nizza                           |

Die Bahnstrecke Cannes–Grasse ist eine eingleisige Eisenbahnstrecke in Frankreich. Sie verbindet die Stadt Cannes mit Grasse.

## Streckenverlauf

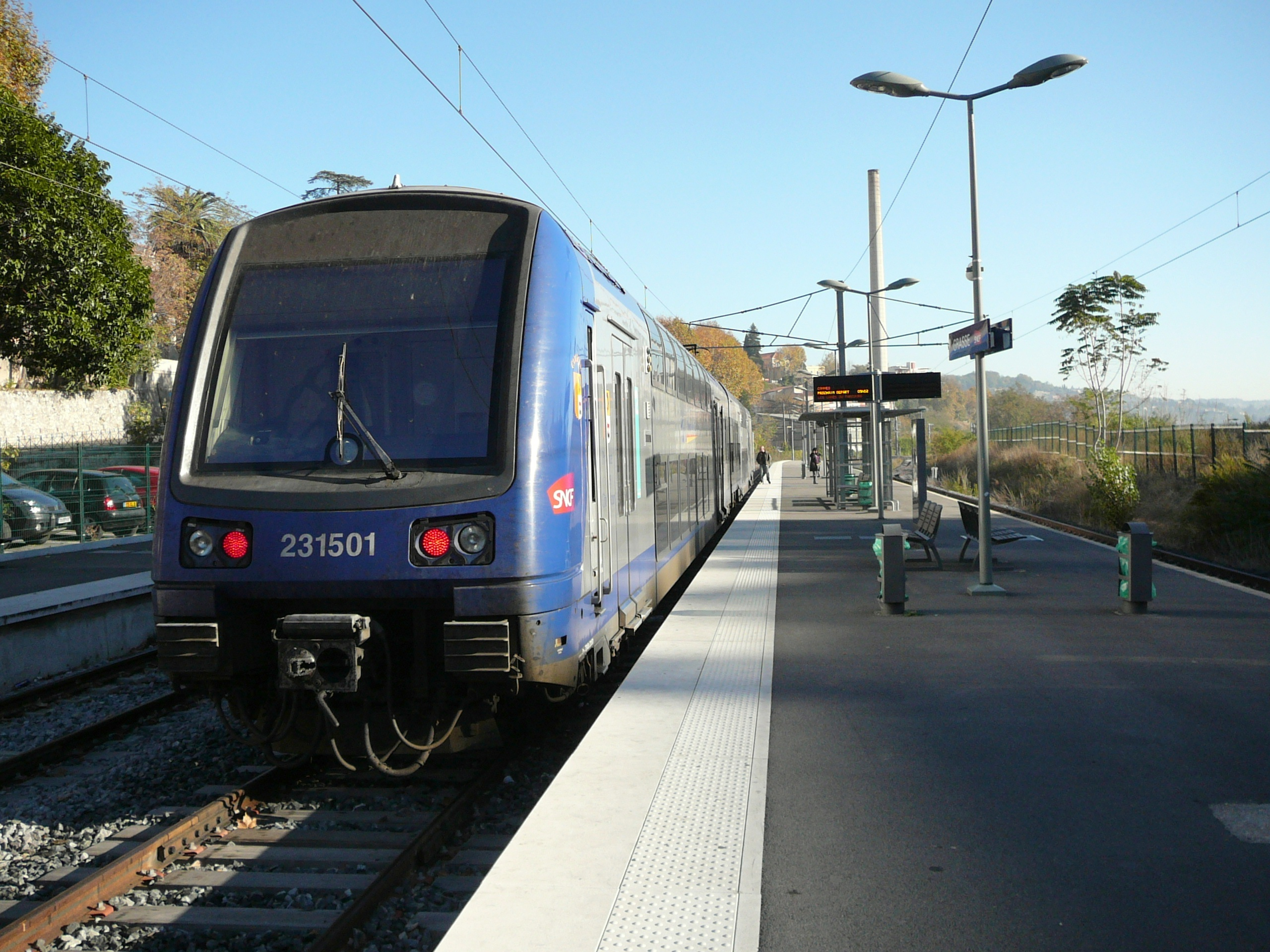
Zug im Bahnhof Grasse

Die Strecke benutzt bis kurz vor Cannes-La-Bocca die zweigleisige Bahnstrecke Marseille–Ventimiglia. Dort zweigt sie ab und richtet sich in nördlicher Richtung aus, sie steigt langsam an und erreicht am Haltepunkt Ranguin 54 m ü. Meer. Die Strecke steigt weiter an und erreicht schließlich den Bahnhof Grasse, der auf einer Höhe von 212 m liegt. Die Strecke ist zwischen Cannes-La-Bocca und Grasse eingleisig, die Bahnhöfe Le Bosquet, Mouans-Sartoux und Grasse besitzen Ausweichgleise.

## Geschichte

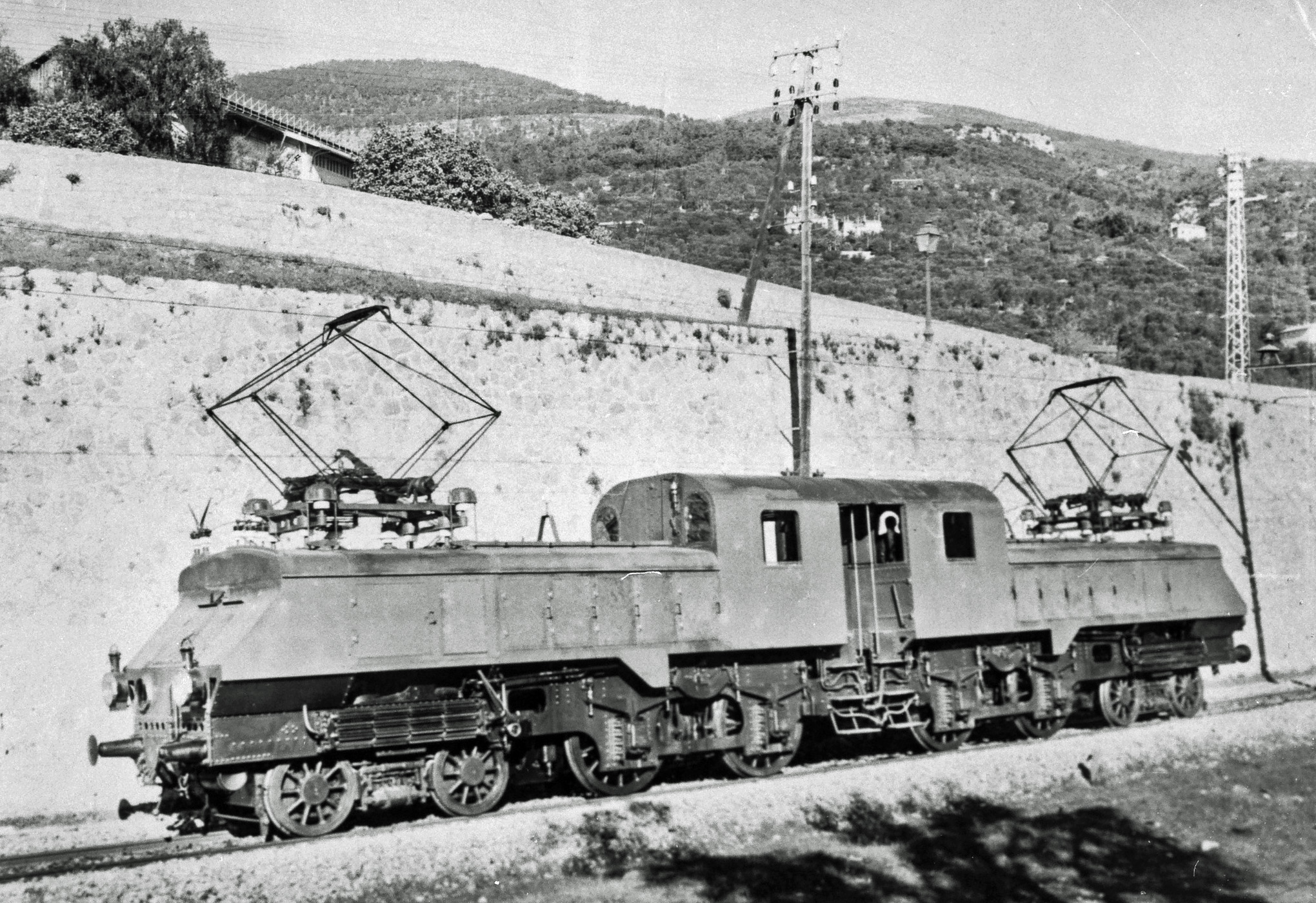
Probelokomotive PLM 242 AF 1 von Auvert und Ferrand

Die Bahnstrecke wurde am 13. November 1871 eröffnet. Sie wurde durch die Compagnie des chemins de fer de Paris à Lyon et à la Méditerranée betrieben. In den Jahren 1903 bis 1911 war die Strecke probeweise mit 12 kV 25 Hz elektrifiziert, wobei eine Versuchslokomotive von Auvert und Ferrand eingesetzt wurde. Die Konkurrenz des Straßenverkehrs führte zur Einstellung des Personenverkehrs am 2. Oktober 1938.  Von 1938 bis 1997 gehörte die Strecke der Société nationale des chemins de fer français, 1997–2014 war sie im Besitz der Réseau ferré de France, ab 2015 gehört sie zu SNCF Réseau.
Von 1978 bis 1995 wurde auf dem Abschnitt Ranguin–Cannes wieder Personenverkehr betrieben. Dieser Verkehr wurde vom Syndicat Intercommunal des Transports Publics de Cannes et du Cannet erbracht, das einen Triebwagen zu diesem Zweck beschaffte und in Zusammenarbeit mit der SNCF einsetzte.
Bis 1991 wurde Güterverkehr bis nach Grasse betrieben, danach nur noch bis nach Ranguin. Nachdem die Strecke komplett erneuert und mit 25 kV 50 Hz elektrifiziert worden war, wurde sie am 26. März 2005 wieder in Betrieb genommen. Diese Arbeiten haben 107 Millionen Euro gekostet, 25 % wurden durch den französischen Staat finanziert.
Wegen eines Erdrutsches in der Nähe des Tunnels de la Ferme de Ranguin war der Betrieb von März bis Juli 2013 unterbrochen.
Vom 10. Dezember 2016 bis zum 9. Dezember 2017 war die Strecke komplett gesperrt, um in Le Bosquet ein Kreuzungsgleis zu errichten, die Bahnsteige aller Stationen auf eine Länge von jeweils 220 Metern zu verlängern und zwei Bahnübergänge durch eine Unterführung zu ersetzen.

## Betrieb
Der Personenverkehr wird unter der Marke TER SUD Provence-Alpes-Côte d’Azur durch die Société nationale des chemins de fer français (SNCF) betrieben. Diese Züge verbinden Grasse stündlich mit Nizza und Ventimiglia in Italien. An Wochentagen morgens und abends werden sie durch einzelne Verstärkerfahrten zu einem Halbstundentakt ergänzt.